# 산붓꼬리주머니쥐
산붓꼬리주머니쥐(Trichosurus cunninghami)는 쿠스쿠스과에 속하는 유대류의 일종이다. 야행성 동물로 나무 위에서도 생활하는 준-수상성 동물이며, 오스트레일리아 남동부 지역의 토착종이다. 2002년까지는 별도의 종으로 분류되지 않았다.

## 분류
2002년 형태학적 차이에 기초하여 산붓꼬리주머니쥐와 짧은귀주머니쥐(T. caninus)는 2종의 별도 종으로 재분류되었다.